# Subra
Subra (Omicron Leonis / ο Leonis / ο Leo / 14 Leonis) és el novè estel més brillant a la constel·lació del Lleó amb magnitud aparent de +3,52. S'hi troba a 135 anys llum de distància del sistema solar.
Subra és un estel binari amb els seus dos components tan propers que no poden ser resoltes amb telescopi, sent una estrella binària espectroscòpica. La component principal, Subra A, és un estel gegant o subgegant groc, de tipus espectral F6 a F9. La seva massa és poc més del doble de la massa solar, té un radi 5,5 vegades més gran que el radi solar i llueix amb una lluminositat equivalent a 37 sols. Subra B és un estel blanc de la seqüència principal 15,5 vegades més lluminosa que el Sol amb una temperatura superficial de 7.600 K.
Separades entre si només 0,17 ua, orbiten al voltant del centre de masses comú cada 14,5 dies en una òrbita pràcticament circular. Ambdós estels estan classificats com a estels amb línies metàl·liques, presentant una abundància d'elements pesats major de l'habitual, així com una menor abundància de calci i escandi. De fet, Subra A és l'estel més fred que presenta aquestes anomalies químiques, característiques d'alguns estels blancs de tipus espectral A.